# Julia Beckett
Julia Kathleen Beckett (Winchester, 4 de julio de 1986) es una deportista británica que compitió en natación, especialista en el estilo libre.
Ganó una medalla de bronce en el Campeonato Mundial de Natación en Piscina Corta de 2008, en la prueba de 4 × 100 m libre. Participó en los Juegos Olímpicos de Pekín 2008, ocupando el séptimo lugar en la misma prueba.

## Palmarés internacional
| Campeonato Mundial en Piscina Corta | Campeonato Mundial en Piscina Corta | Campeonato Mundial en Piscina Corta | Campeonato Mundial en Piscina Corta |
| Año                                 | Lugar                               | Medalla                             | Prueba                              |
| ----------------------------------- | ----------------------------------- | ----------------------------------- | ----------------------------------- |
| 2008                                | Mánchester (Reino Unido)            | Medalla de bronce                   | 4 × 100 m libre                     |